# NGC 4571
NGC 4571 هي مجرة حلزونية تقع في كوكبة الهلبة يعتقد ويليام هيرشيل يعتقد أن مسييه 91 في فهرس مسييه الذ قام بتاليفه العالم الفلكي شارل مسييه بانها من أجسام السماء العميقة. قبل ما يقرب من قرنين من الزمان تم تحديدها لتكون مجرة حلزونية ضلعية القريبة من مسييه 91.

## الخصائص
إن اكتشاف متغير قيفاوي من قبل تلسكوب كندا وفرنسا وهاواي في عام 1994 سمح بأن تعرف بأن هذه المجرة هي عضو في مجموعة عنقود العذراء المجري.
على الرغم من تصنيفها كمجرة متأخرة الا ان NGC 4571 لديها مميزات أكثر نموذجية من المجرات الحلزونية من نوع هابل مثل مؤشر عالية اللون وسواء انخفاض معدل تشكيل النجوم و H-ألفا وهيدروجين نسبيا، مما يشير إلى أنه قد يكون قد فقد معظم غازه بسبب التفاعلات بين المجرات و / أو التفاعلات السابقة مع المجرات الأخرى من العنقود.
تقع مجرة ذات سطوع سطحي منخفض وهي مالين 1 بالقرب من هذه المجرة. وليس لها علاقة بها، وتقع على مسافة كبيرة جدا.

## وصلات خارجية
- NGC 4571 على موقع ويكي سكاي: DSS2, SDSS, GALEX, IRAS, Hydrogen α, X-Ray, Astrophoto, Sky Map, Articles and images